# 4892 Chrispollas
4892 Chrispollas eller 1985 TV2 är en asteroid i huvudbältet som upptäcktes den 11 oktober 1985 av CERGA-observatoriet i Nice. Den är uppkallad efter den franske astronomen Christian Pollas.
Asteroiden har en diameter på ungefär 7 kilometer.